# 中华民国台湾军政府
中华民国台湾军政府是由中华民国陆军第6军团副指挥官退役中将高安国于2018年2月28日在中华民国台北市中正纪念堂成立的组织。目的是消灭台湾民政府，主張支持九二共識，兩岸和平對話，被认为是反台獨组织。

## 历史背景
2008年，林志昇成立台湾民政府，不但未合法登记，而且開放民眾申請「台灣民政府身份證」與「台灣民政府車牌」，招募軍隊，辦理「郡守」及司法人員考試，每年組「日本天皇陛下祝壽團」參拜日本靖國神社，該組織表示，依據馬關條約與舊金山和平條約，日本天皇保有台灣所有權，美國握有台灣佔領權， 被定義為特殊獨派組織。
虽然台灣一些縣市警察局將台灣民政府列為詐騙集團。但十多年来，该组织一直未被取缔，引发部分人士的不满。
中華民國台灣軍政府總召集人高安國有鑑於台灣民政府問題愈發嚴重，眾多人民受到台灣民政府洗腦及欺騙，蔡英文政府卻毫無作為、任由台灣民政府擴大發展，遂於2018年2月28日成立中華民國台灣軍政府，與台灣民政府抗衡。

## 宗旨目的
中华民国台湾军政府的宗旨包括：消灭台湾民政府、维护中华民国宪法、反对违法乱政、捍卫民主法治、恢复社会秩序、支持九二共識、 重新實現兩岸和平對話 。
中華民國台灣軍政府中心思想為：我愛中華民國也愛台灣、我是中國人也是台灣人、我支持九二共識反台獨、贊成兩岸統一福利民生。
近程目標為消滅台灣民政府，中程目標為打擊台獨勢力，遠程目標為兩岸和平對話。

## 人员组成
据报道，中华民国台湾军政府在成立现场，举办“消灭台湾民政府动员大会”，约有100多人参与，主要由退伍军人组成。中华民国国军前联勤司令季麟连上将也到现场支持，并赠红包祝福。
台湾本岛四大軍區中，每個軍區目前約有400人不等，且人數持續上升，不少成員是不滿民政府、台獨以及民進黨的退役軍公教警消。 

## 组织划分
台湾军政府将台湾本岛划分为台北军管区、台中军管区、台南军管区、台东军管区四大单位，以及澎湖、金门、马祖三大离岛管区等共计7个单位，由各军管区内退役将领就近成立，並設立不分區且直屬中央的青年軍組織（鐵血愛國者）。
其中台北军管区辖下台北、新北、基隆、宜兰、桃园、新竹、苗栗等七大师管区；台中军管区辖下台中、彰化、云林、南投师管区；台南军管区辖下嘉义、台南、高雄及屏东四个師管区；台东军管区则有花莲及台东两个师管部，每个师管区至少编组一维和部队；另外在外岛部分“政府秘书处”则直接管理澎湖、金门及马祖师管区。

## 重要紀事
民國107年（2018年）5月13日，台灣民政府遂發布以高安國為首的四大戰犯名單，排行第四的大陳島鄉情文化促進會胡志偉發出嚴重抗議，揚言號召全台反獨成員進行抗議。
民國107年（2018年）6月15日，台灣軍政府舉行成軍茶會，總召集人高安國表示期望引領台灣民眾一齊「敬軍愛國、消滅台獨、反抗暴政」號召全台反台獨人士加入。此外，新黨主席郁慕明也出席茶會支持台灣軍政府。

民國108年（2019年）2月28日於國防部三軍俱樂部，台灣軍政府同時舉行軍政府周年慶、成立天命傳承中華文化協會、中華復興黨黨魁交接典禮大會，宣佈轉型成立正式合法政黨、社團，期望爭取社會大多數民眾的支持和認同。

## 社会舆论

### 負面
台湾现有至少二个名号带有政府字样的组织：即林志昇领导的台湾民政府、高安国领导的台湾军政府。台湾艺人黄安对此开玩笑称，哪个政府免费发卫生纸，就支持哪个。
澳門辛亥黃埔協進會會長林園丁表示，中華民國台灣軍政府的成立是「是退役軍人表達對蔡英文當局的不信任及不滿」，為「台灣亂象和不安」的體現。他在「情感上」会支持台灣軍政府。
淡江大學兰阳校园全球政治经济学系主任包正豪表示，无论是“民政府”还是“军政府”，都是台湾社会秩序维持失能的象征。